# Cuibul de dincolo de umbră
Cuibul de dincolo de umbră (1984) (titlu original Il nido al di là dell'ombra) este un roman fantastic al scriitorului italian Renato Pestriniero. Romanul a fost distins cu premiul J.R.R. Tolkien pentru Literatură Fantastică, acordat de un juriu prezidat de Gianfranco de Turris.
Cartea a fost reeditată în 2001 sub titlul Le tre morti di Aloysius Sagredi.

## Intriga
Tânărul manager Valerio Sagredo este invitat de cunoscutul colecționar de antichități, Marcandrea Canal, să îl viziteze la Veneția. Deși nu îl cunoaște personal pe Canal, iar invitația nu conține amănunte, Sagredo acceptă totuși să își lase familia și să plece la Veneția.
Ajuns aici, el o întâlnește pe Serena, o tânără venețiană care îl cucerește de la prima privire și prin intermediul căreia Sagredo ia pulsul orașului construit pe ape. Ajuns la locuința lui Canal - o clădire veche și întortocheată, Sagredo este ajutat de majordomul Martino să se cazeze și este rugat să își amâne întoarcerea acasă, deoarece întâlnirea cu Canal trebuie amânată cu câteva zile. Sagredo profită de ocazie pentru a vizita punctele de atracție venețiene, printre care se numără și un muzeu de artă unde vede tabloul "Cele trei morți ale lui Aloysius Sagredi". Acesta prezintă un triptic în care același personaj, Aloysius Sagredi, moare în trei moduri diferite: prin înecare, prin spânzurare și devorat de niște creaturi fantastice.
Între timp, la locuința lui Canal sosesc încă doi invitați: impiegatul de poștă Emiliano Sagrès și armatorul elvețian Jacques Delsagre. Și aceștia au fost invitați de Canal într-un mod la fel de misterios și, spre surprinderea sa, Sagredo află că și aceștia vor împlini 34 de ani peste o zi, la fel ca și el. Când, după câteva ore, citește în ziar despre faptul că Sagrès a fost găsit înecat, Sagredo face imediat legătura cu tripticul văzut la muzeu, dându-și seama că numele Sagredo, Sagrès și Delsagre pornesc de la aceeași rădăcină: Sagredi.
Noaptea care urmează o petrece în brațele Serenei, iar visul pe care îl are în somn îi prezintă istoria tabloului. Sagredo află astfel că el și ceilalți doi invitați ai lui Canal sunt descendenți ai lui Sagredo, iar moartea lor în conformitate cu tripticul poate rezolva un dezechilibru existent la nivelul unor forțe pe care nu le înțelege. Când află că și Delsagre a fost găsit spânzurat în port, Sagredo înțelege că lui i-a fost rezervată soarta de a fi devorat și se grăbește să își recupereze bagajele din locuința lui Canal, dornic să plece imediat din Veneția. Planurile lui sunt date peste cap și Sagredo se trezește captiv în labirintul clădirii vechi. Canal își face în cele din urmă apariția, informându-l pe Sagredo că el este reprezentantul uneia dintre forțele aflate în conflict și că a muncit secole la rând pentru a potrivi nașterea simultană a trei descendenți ai lui Sagredi, cu ajutorul cărora să rezolve conflictul. Din nefericire, nici tabăra adversă nu a stat degeaba, ci a eliminat doi dintre candidați, pe Sagrès și Delsagre, astfel încât Canal să nu mai aibă sorți de izbândă. Sagredo află astfel că tabăra adversă este reprezentată de Serena, căreia el a avut norocul să îi devină iubit. Înfuriat că planul său a fost dejucat, Canal vrea să îl ucidă pe Sagredo, dar Serena îl salvează.

## Opinii critice
Romanului i-a fost decernat cel de-al cincilea premiu de literatură fantastică "J.R.R. Tolkien", eveniment desfășurat la Chieti, între 26-27 mai 1984. Motivarea juriului a fost următoarea: "Pentru că scriitorul venețian ne-a oferit, prin lucrarea sa cea mai matură din punct de vedere stilistic și tematic, o narațiune fantastică în întregime italiană, în care, la interesul faptelor petrecute, se adaugă un valoros ambient simbolic."
Gianfranco de Turris, cel care a prezidat juriul, a apreciat într-o prezentare scrisă la Roma în septembrie 1984 că "Pestriniero, care își iubește visceral orașul, unde [...] basme și legende pot să coexiste cu realitatea, ne oferă o dimensiune suprarealistă a Veneției, în care nu se știe unde înepe aspectul fantasric și unde se termină cel real", fiind de părere că "problema pusă [în roman] nu este numai a lui Valerio Sagredo, ci și a lui Renato Pestriniero".

## Lista personajelor
- Valerio Sagredo - tânăr manager, căsătorit și tată al unei fetițe
- Serena - tânără venețiană, reprezentantă a forțelor ordinii
- Marcandrea Canal - important negustor de antichități, reprezentant al forțelor haosului
- Martino - majordomul lui Marcandrea Canal
- Emiliano Sagrès - portughez, impiegat la poștă
- Jacques Delsagre - armator maritim elvețian, cu afaceri în întreaga lume
- Martini - angajat al companiei lui Delsagre, Seven Seas Shipping Agency